# Rhynochetos jubatus
Il kagu (voce canaca melanesiana; in francese: cagou; in canaco polinesiano: kavu; Rhynochetos jubatus) è un uccello di colore bianco sporco, dalle lunghe zampe, unico rappresentante della famiglia Rhynochetidae. 
Il kagu vive nelle fitte foreste delle montagne della Nuova Caledonia. Pressoché inabile al volo, questo uccello è considerato una specie in pericolo di estinzione a causa dell'introduzione nel suo habitat di gatti e ratti. La rarità della specie e le difficoltà di accesso alle zone in cui vive fanno sì che si conosca ancora poco delle sue abitudini.

## Descrizione

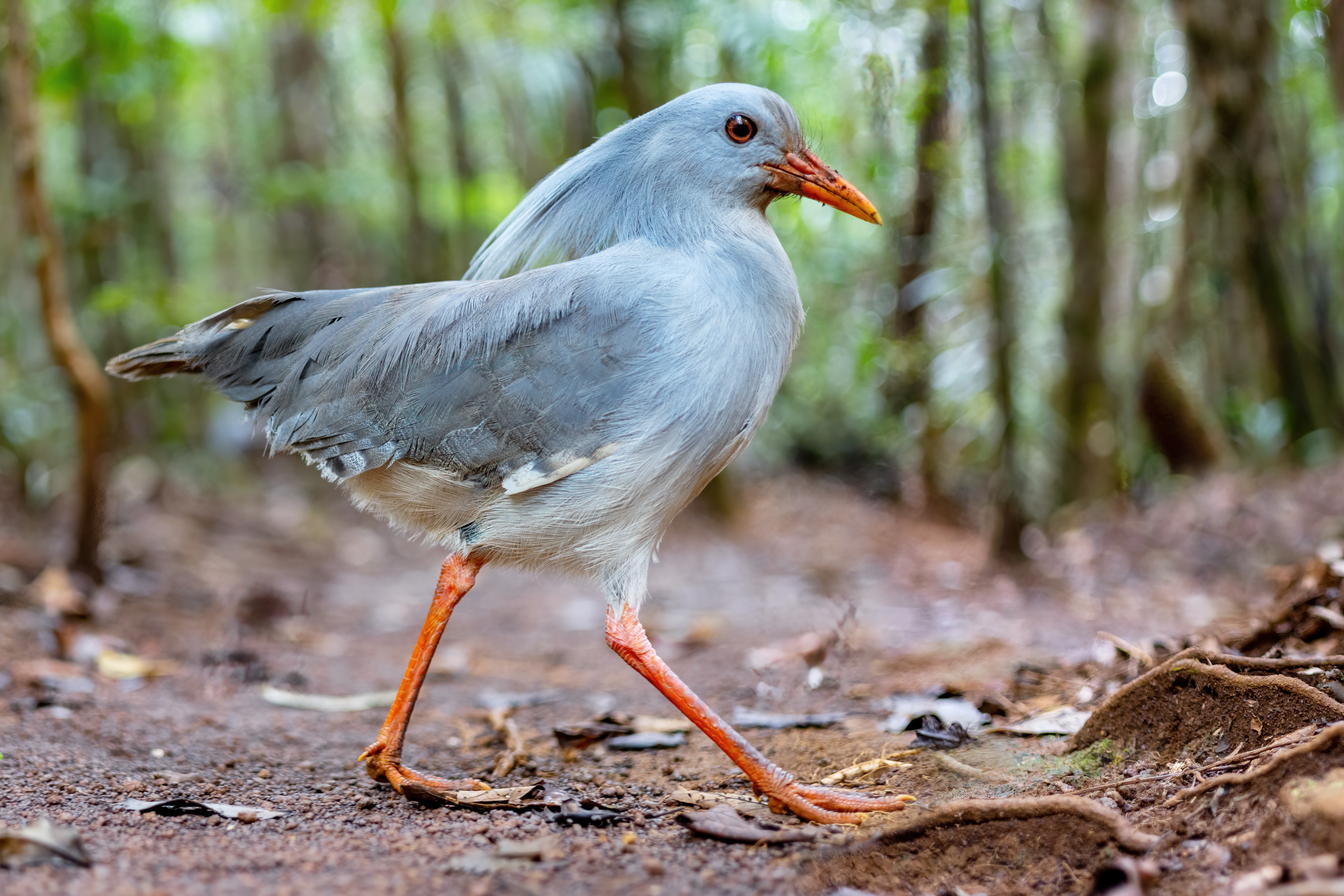
Esemplare di Rhynochetos jubatus.

Il kagu possiede una colorazione color cenere, piuttosto appariscente per un uccello che vive nel sottobosco. Le piume sono impermeabilizzate, in modo tale da rimanere asciutte e conservare così la temperatura nel clima tropicale della Nuova Caledonia. Il kagu possiede una sorta di cresta, utilizzata per comunicare con gli altri membri della specie. Pressoché incapace di volare, usa le sue ali per segnalare la sua presenza (le sue primarie sono chiazzate), per spostarsi velocemente nella foresta e per planare in caso di pericolo. Le zampe e il becco sono di un rosso acceso, gli occhi, di grandi dimensioni e rivolti verso l'esterno, permettono all'animale una visione binoculare, utile per individuare le prede tra il fogliame e per muoversi nel buio. Il kagu è in grado di emettere una grande varietà di suoni, con canti, soprattutto di mattina, che possono durare sino a 15 minuti. Caratteristiche della specie, non riscontrabili in nessun altro uccello, sono delle piccole corna, vicine alle narici. Il kagu costruisce il nido sul terreno, fatto di piccoli rami, ove depone un solo uovo.

## Classificazione

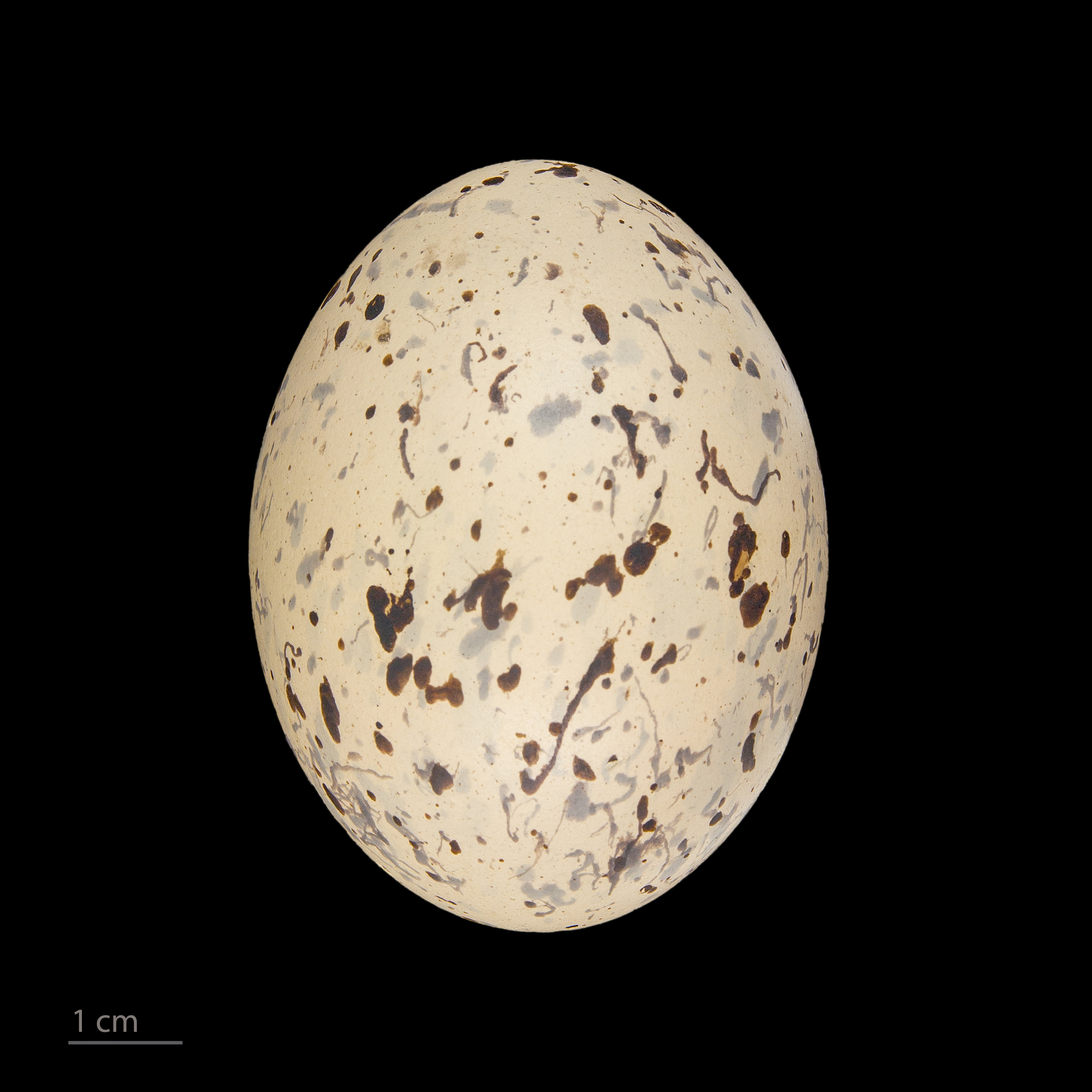
Uovo di Rhynochetos jubatus

Sebbene, tradizionalmente, la specie sia stata considerata parte dei Gruiformes, i legami con altri generi o famiglie sono ancora piuttosto incerti. Inizialmente, il kagu fu classificato come un membro della famiglia Ardeidae per via del suo piumino (un'affinità che, comunque, sembra ancora suggerita da certe caratteristiche morfologiche). Alcuni reperti fossili hanno permesso di scoprire l'esistenza, in passato, di una specie dello stesso genere ma di dimensioni maggiori, il kagu delle pianure (Rhynochetos orarius).
Chi considera il kagu un gruiforme, ritiene che la specie sia imparentata con gli estinti Aptornithidae della Nuova Zelanda e con gli Eurypygidae del Sudamerica.
Recenti studi hanno confermato che, effettivamente, il kagu è imparentato con gli euripigidi sudamericani (Eurypyga helias), assieme ai quali forma l'ordine Eurypygiformes.

## Conservazione
La IUCN Red List classifica Rhynochetos jubatus come specie in pericolo di estinzione (Endangered).
La minaccia principale, attualmente, è rappresentata dai gatti, dai cani e dai maiali che sono stati introdotti sull'isola. Inizialmente, il declino della specie fu determinato anche dalla caccia e dalla perdita dell'habitat, causata dalla deforestazione e dal degrado ambientale causato dallo sfruttamento delle miniere di nichel. Il kagu è severamente protetto in Nuova Caledonia ed è oggetto di un intenso programma di conservazione, specie grazie agli sforzi dello zoo di Noumea. Buoni risultati si stanno ottenendo anche nel Parco Rivière Bleue, dove si cerca di proteggere il kagu dai predatori e dove si sta svolgendo un programma di reintroduzione di uccelli nati in cattività. I kagu, infatti, sono considerati molto importanti per la Nuova Caledonia, sia perché si tratta di uno dei simboli dell'isola, sia perché la conservazione della specie contribuisce a creare un'immagine positiva del territorio.